# Thomas Ehrhorn
Thomas Ludwig Walter Ehrhorn (* 20. März 1959 in Helmstedt) ist ein deutscher Politiker der AfD und Pilot. Er ist seit 2017 Mitglied des Deutschen Bundestages.

## Leben
Ehrhorn besuchte das Gymnasium Neue Oberschule in Braunschweig, an dem er das Abitur ablegte. Er leistete von 1978 bis 1980 Wehrdienst bei der Bundeswehr und begann im Anschluss ein Studium der Architektur, welches er nicht abschloss. Er erwarb die Lizenz für Berufspiloten und arbeitete zunächst als Fluglehrer. Nach dem Erwerb der Lizenz als Verkehrsflugzeugführer war er längerfristig in der Ambulanz- und Geschäftsfliegerei tätig. Zuletzt war er als Vermessungspilot bei einer Tochterfirma der Deutschen Flugsicherung beschäftigt. Ehrhorn lebte in Bargfeld und Lachendorf; Mitte der 2000er Jahre zog er nach Jarnsen.
Ehrhorn ist verheiratet und Vater eines Kindes.

## Politik
Ehrhorn ist seit Juni 2013 Vorsitzender des AfD-Kreisverbandes Celle. Von März 2015 bis März 2017 war er stellvertretender Landesvorsitzender der AfD Niedersachsen. Bei der Bundestagswahl 2017 zog er über die Landesliste der AfD Niedersachsen in den Deutschen Bundestag ein und konnte das Mandat auch bei der darauffolgenden Bundestagswahl im September 2021 erneut über die Landesliste halten und zog in den 20. Deutschen Bundestag ein.
Im 19. Deutschen Bundestag war Ehrhorn ordentliches Mitglied im Ausschuss für Familie, Senioren, Frauen und Jugend. Zudem gehörte er als stellvertretendes Mitglied dem Ausschuss für Verkehr und digitale Infrastruktur, dem Ausschuss für Kultur und Medien und dem Ausschuss für Ernährung und Landwirtschaft an.
Ehrhorn sorgte 2019 für Entsetzen im Bundestag, als er sich gegen eine pauschale Rehabilitierung von KZ-Häftlingen, die vom NS-Regime als sogenannte „Asoziale“ eingestuft worden waren, aussprach. Ehrhorn argumentierte, die Maßstäbe der Zeit seien unklar gewesen, so habe man unter anderem „Landstreicher, Bettler, Sinti und Roma, Alkoholiker, Kleinkriminelle, Zuhälter und solche, die man als arbeitsscheu einstufte“ dazugezählt. Statt der pauschalen Rehabilitierung sprach er sich für eine Einzelfallbetrachtung aus, schließlich seien unter den sogenannten Asozialen tatsächlich auch „Totschläger, Betrüger und Vergewaltiger“ gewesen. Historiker und das Internationale Auschwitz-Komitee (IAK) sowie Politiker anderer Fraktionen zeigten sich schockiert von Ehrhorns Aussagen. Christoph Heubner vom IAK äußerte dazu, Ehrhorn führe die „Interpretationslinien der Nazis fort“. Ehrhorn wies die Vorwürfe zurück.
Am 15. Mai 2020 hielt Ehrhorn im Bundestag eine Rede mit dem Titel „Wir kriegen euch alle!“, in der er die Verschärfung des Bußgeldkatalogs für Autofahrer kritisierte und seinen Unmut über eine „grüne Ideologie“ äußerte. In den sozialen Medien kursiert seitdem ein Video, das ihn fälschlicherweise als Politiker der Partei „Die Grünen“ darstellt. Dieses Video zeigt seine Rede ab Minute 3:42, also ab dem Zeitpunkt, an dem er so tut, als ob er als Grünen-Politiker reden würde. Dieser falsche Eindruck wird dadurch untermauert, dass über dem eigentlichen Videoausschnitt folgender Titel steht: „15.05.2020 im Bundestag, Tomas Ehrhorn (Grüne)“. Das Video wurde bereits über 60 000 Mal geteilt, eine Richtigstellung des Sachverhalts ist auf der Seite correctiv.org einzusehen.